# Maleise bladneusvleermuis
De Maleise bladneusvleermuis of diadeembladneus (Hipposideros diadema) is een vleermuis uit het geslacht Hipposideros die voorkomt in Zuidoost-Azië, Melanesië en Noordoost-Australië. Het is een van de meest wijdverbreide soorten van zijn familie, de bladneusvleermuizen van de Oude Wereld (Hipposideridae).
Het dier onderscheidt zich van andere Hipposideriae door de vorm van het neusblad, de grote puntige oren en de kleine ogen. Hij voedt zich vooral met grotere insecten en foerageert in diverse omgevingen. De soort wordt verdeeld in een relatief groot aantal ondersoorten; de geldigheid van veel van deze ondersoorten is echter onduidelijk.
De vleermuis is een carnivoor die leeft van kleine ongewervelden maar soms ook grotere dieren zoals vogels buitmaakt. Het is net als andere soorten vleermuizen een bewoner van grotten die vooral 's nachts actief is. In vergelijking met andere soorten die in het leefgebied voorkomen is het een vrij grote soort die een lichaamslengte bereikt tot 96 millimeter en tot 57 gram zwaar kan worden.

## Naamgeving en taxonomie
De geslachtsnaam Hipposideros is afgeleid van de Griekse woorden voor "paard" (ἳππος, hippos) en "ijzer" (σίδηρος, sideros) en betekent "hoefijzer", een verwijzing naar het ingewikkelde neusblad waar soorten van dit geslacht door gekenmerkt worden. De soortnaam diadema is Latijn voor "hoofdband" of "diadeem".
Ook in andere talen wordt verwezen naar de diadeem-achtige vorm van het neusblad, zoals het Engelse 'diadem leaf-nosed bat' en het Poolse 'płatkonos diademowy'.

### Verwantschappen
De Maleise bladneusvleermuis is waarschijnlijk het nauwste verwant aan H. demissus uit San Cristóbal in de Salomonseilanden en H. inornatus uit het Australische Noordelijk Territorium, twee vormen die voorheen als ondersoorten van H. diadema werden gezien. Volgens een fylogenetische analyse van morfologische kenmerken is de soort daarnaast het nauwst verwant aan H. lylei, H. pratti en H. turpis, die allemaal in Zuidoost-Azië voorkomen. Deze groep was verwant aan een grote clade die andere grote Aziatische, Australische en Afrikaanse Hipposideros-soorten, de drietandbladneusvleermuis (Asellia tridens) en leden van de fossiele geslachten Palaeophyllophora en Pseudorhinolophus omvatte.

### Ondersoorten
De soort Hipposideros diadema wordt verdeeld in veertien ondersoorten, onderstaand opgesomd met auteur en verspreidingsgebied: De geldigheid van veel van deze ondersoorten (bijvoorbeeld H. d. trobrius) is echter onduidelijk, en sommige populaties (zoals die uit Sumatra en Misima) zijn niet in een ondersoort geplaatst. De ondersoort Hipposideros diadema reginae wordt door sommigen als een aparte soort gezien. Het aantal ondersoorten varieert hierdoor afhankelijk van de bron, soms worden vijftien ondersoorten vermeld en soms slechts drie.
In de onderstaande tabel zijn de erkende ondersoorten weergegeven, met de wetenschappelijke naam, de auteur en het verspreidingsgebied.
| Wet. naam          | Auteur              | Verspreidingsgebied                 | Wet. naam        | Auteur            | Verspreidingsgebied                                     |
| ------------------ | ------------------- | ----------------------------------- | ---------------- | ----------------- | ------------------------------------------------------- |
| H. d. ceramensis   | Laurie & Hill, 1954 | Ceram en Buru                       | H. d. custos     | K. Andersen, 1918 | Kai-eilanden                                            |
| H. d. diadema      | É. Geoffroy, 1813   | oostelijke Kleine Soenda-eilanden   | H. d. euotis     | K. Andersen, 1905 | Halmahera en omliggende eilanden                        |
| H. d. griseus      | Meyen, 1833         | Nieuw-Guinea en de Filipijnen       | H. d. masoni     | Dobson, 1872      | Zuidoost-Azië                                           |
| H. d. mirandus     | Thomas, 1914        | Manus                               | H. d. natunensis | Chasen, 1940      | Natuna en Bungaran                                      |
| H. d. nicobarensis | Dobson, 1871        | Nicobaren                           | H. d. nobilis    | Horsfield, 1823   | Borneo, Java, Bali en westelijke Kleine Soenda-eilanden |
| H. d. oceanitis    | Andersen, 1905      | Salomonseilanden, Bismarck-archipel | H. d. reginae    | Troughton, 1937   | Queensland                                              |
| H. d. speculator   | K. Andersen, 1918   | Celebes                             | H. d. trobrius   | Troughton, 1937   | Trobriand-eilanden                                      |

## Uiterlijke kenmerken

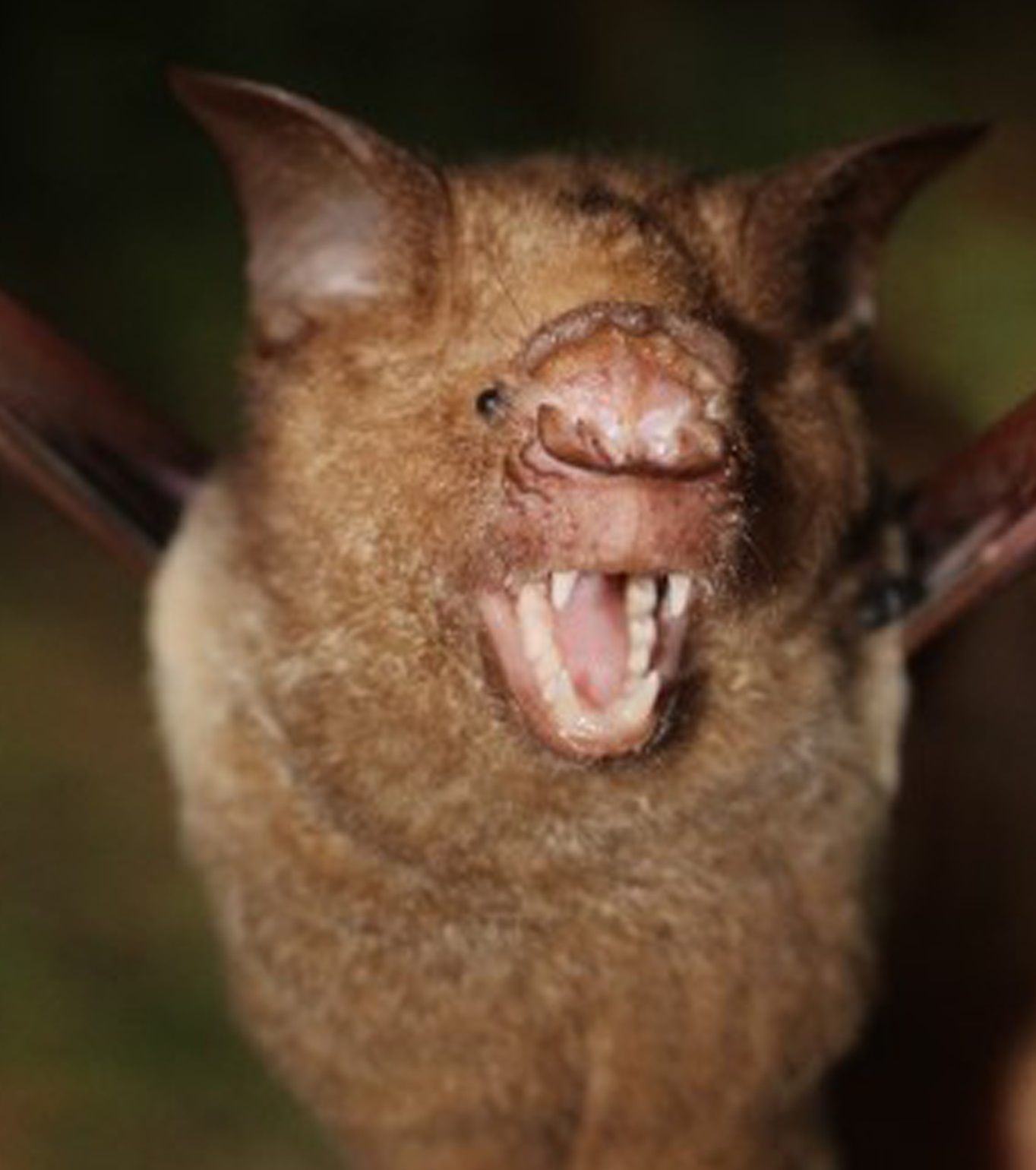
Kopprofiel van de vleermuis.

Bladvleermuizen zijn vernoemd naar de complexe structuur van de neus, die dient ter ondersteuning van de voor vleermuizen kenmerkende echolocatie.

### Lichaam
De Maleise bladneusvleermuis is een zeer grote bladneusvleermuis; in veel delen van zijn verspreidingsgebied is H. diadema de grootste van alle daar voorkomende Hipposideridae. De kop-romplengte bedraagt ongeveer 74 tot 96 millimeter, het lichaamsgewicht is ongeveer 31 tot 57 gram. Bij volwassen exemplaren zijn mannetjes meestal wat groter dan vrouwtjes. De rug is veelal donker- of goudbruin, zoals in de Filipijnen; de Australische exemplaren hebben daarentegen een lichtbruine rug. De buikzijde van de vleermuis heeft een witte tot lichtbruine kleur. Op de schouders en de rug komen vaak witte vlekken voor.

### Kop
De vorm van het neusblad verschilt van die van andere soorten: er zijn namelijk drie kleine neusbladen aanwezig aan de zijkant en in het midden is een grote, ronde knopachtige structuur te zien. Een opstaande richel in het midden van de neus, de sella of zadel genoemd, ontbreekt bij de Maleise bladneusvleermuis. De vleermuis heeft grote, puntige oren dankzij de sterk vergrote antitragus, dit is een stuk kraakbeen aan de buitenzijde van het oor. Een tragus, eveneens een kraakbeen dat meer aan de binnenzijde van het oor is gelegen, ontbreekt. De vleermuis heeft relatief zeer kleine ogen. De oorlengte bedraagt 23 tot 35 millimeter.

### Poten en staart
De achterpoten dragen grote klauwen, terwijl de voorpoten slechts een enkele klauw bezitten de vingers bestaan uit twee kootjes. De voorarmlengte is 65 tot 93 mm, de tibialengte 31 tot 36 mm. De vleugelspanwijdte is 15 tot 22 centimeter. De staart is vrij kort, de staartlengte varieert van 41 tot 60 millimeter. De staart is grotendeels verborgen onder het uropatagium, dit is de vlieghuid tussen de achterpoten.

### Variaties
In onderstaande tabel zijn de lengtematen en het lichaamsgewicht van H. diadema in een gedetailleerde opgave naar verspreidingsgebied opgenomen; ter vergelijking zijn ook gegevens over de verwante soorten H. demissus en H. inornatus in de tabel geplaatst. Het gemiddelde wordt tussen haakjes na de extremen gegeven. Voor de meetwaarden uit Nieuw-Guinea en Nieuw-Brittannië en voor H. demissus zijn de gemiddelden voor mannetjes en vrouwtjes apart aangegeven. Enkele waarden zijn niet in de tabel opgenomen omdat er onvoldoende gegevens beschikbaar zijn. Dat geldt voor de lichaamslengte, die alleen voor H. d. natunensis is gepubliceerd (144 mm) en de achtervoetlengte, die alleen voor Nieuw-Guinese populaties (10,8-17,7, gemiddelde voor vrouwtjes 15,4 en voor mannetjes 14,6) en de populatie op Mount Isarog op Luzon is gepubliceerd (17-19, gemiddeld 18).
| Lengte en gewicht naar verspreidingsgebied. | Lengte en gewicht naar verspreidingsgebied. | Lengte en gewicht naar verspreidingsgebied. | Lengte en gewicht naar verspreidingsgebied. | Lengte en gewicht naar verspreidingsgebied. | Lengte en gewicht naar verspreidingsgebied. | Lengte en gewicht naar verspreidingsgebied. | Lengte en gewicht naar verspreidingsgebied. |
| Populatie                                   | Aantal exemplaren                           | Kop-romplengte (mm)                         | Staartlengte (mm)                           | Voorarm- lengte (mm)                        | Tibialengte (mm)                            | Oorlengte (mm)                              | Lichaamsgewicht (g)                         |
| ------------------------------------------- | ------------------------------------------- | ------------------------------------------- | ------------------------------------------- | ------------------------------------------- | ------------------------------------------- | ------------------------------------------- | ------------------------------------------- |
| Natuna (H. d. natunensis)                   | 1 (holotype)                                | -                                           | 48                                          | 88                                          | 33,5                                        | 23                                          | -                                           |
| Borneo (H. d. nobilis)                      | 1                                           | -                                           | -                                           | 81                                          | 33                                          | -                                           | -                                           |
| Bali (H. d. nobilis)                        | 7                                           | -                                           | -                                           | 87,5-93,0 (90,3)                            | -                                           | -                                           | -                                           |
| Java (H. d. nobilis)                        | 24                                          | -                                           | -                                           | 80,0-90,7                                   | -                                           | -                                           | -                                           |
| Timor (H. d. diadema)                       | 2                                           | 81-95                                       | 54-55                                       | 82,3-86,2                                   | -                                           | 30-31                                       | -                                           |
| Tanimbar-eilanden (H. d. diadema)           | 7                                           | -                                           | -                                           | 77,4-83,4                                   | -                                           | -                                           | 39,0-42,0                                   |
| Noord-Celebes (H. d. speculator)            | 2                                           | -                                           | -                                           | 85,3-86,5                                   | -                                           | 33,4-34,3                                   | 31,5                                        |
| Sangihe-eilanden (H. d. speculator)         | 1                                           | -                                           | -                                           | 79,1                                        | -                                           | 32,4                                        | -                                           |
| Talaud-eilanden (H. d. speculator)          | 1                                           | -                                           | -                                           | 85,1                                        | -                                           | 33,0                                        | -                                           |
| Nieuw-Guinea (H. d. griseus)                | 7 (2 ♀ en 5 ♂)                              | 81-89 (♀: 84,4; ♂: 82,2)                    | 41-52,4 (♀: 51,8; ♂: 48,8)                  | 75,4-81,2 (♀: 81,1; ♂: 77,7)                | -                                           | 26-29,8 (♀: 29,1; ♂: 28,1)                  | 33,5-43 (♀: 38,8; ♂: 36,5)                  |
| Luzon (H. d. griseus)                       | 3                                           | -                                           | 45-50 (47)                                  | 78-83 (81)                                  | -                                           | 28-30 (29)                                  | 31-50 (39,7)                                |
| Australië (H. d. reginae)                   | -                                           | 74-96 (84)                                  | -                                           | 77-85 (82)                                  | -                                           | 25-30 (26)                                  | 34-53 (44)                                  |
| Misima (H. d. ssp.)                         | 8                                           | -                                           | -                                           | 65-72                                       | -                                           | -                                           | -                                           |
| Kiriwina (H. d. trobrius)                   | 3                                           | -                                           | -                                           | 72-75                                       | -                                           | -                                           | -                                           |
| Nieuw-Brittannië (H. d. oceanitis)          | 10 (5 ♀ en 5 ♂)                             | 77,1-90,5 (♀: 84,4; ♂: 82,2)                | 46,0-59,8 (♀: 50,5; ♂: 58,7)                | 72,5-92,0 (♀: 76,3; ♂: 78,0)                | 31,2-36,0 (♀: 33,5; ♂: 34,2)                | 25,2-29,0 (♀: 27,4; ♂: 27,7)                | 34,0-42,0 (♀: 38,6; ♂: 34,8)                |
| Voormalige ondersoorten                     |                                             |                                             |                                             |                                             |                                             |                                             |                                             |
| H. demissus                                 | 10 (5 ♀ en 5 ♂)                             | 64,8-70,3 (♀: 67,6; ♂: 68,2)                | 34,1-42,6 (♀: 38,4; ♂: 36,9)                | 64,0-67,6 (♀: 65,2; ♂: 66,3)                | 26,5-28,1 (♀: 27,1; ♂: 27,6)                | 20,6-24,5 (♀: 23,1; ♂: 22,7)                | 22,3-27,0 (♀: 24,8; ♂: 24,9)                |
| H. inornatus                                | -                                           | 75-79 (77)                                  | -                                           | 68-73 (71)                                  | -                                           | 23-27 (25)                                  | 22-35 (26,5)                                |

## Leefwijze en gedrag

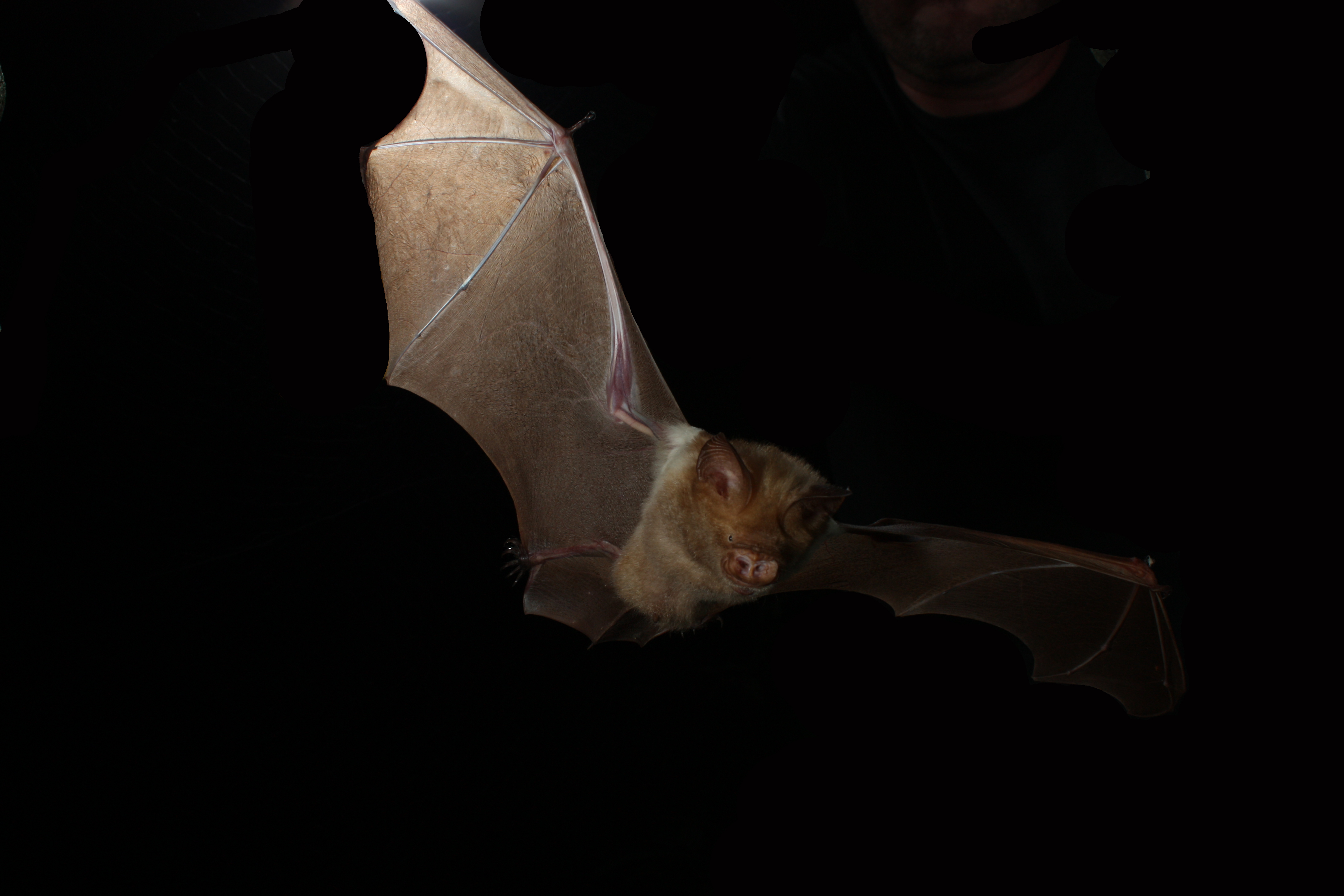
Net als veel andere vleermuizen is Hipposideros diadema 's nachts actief.

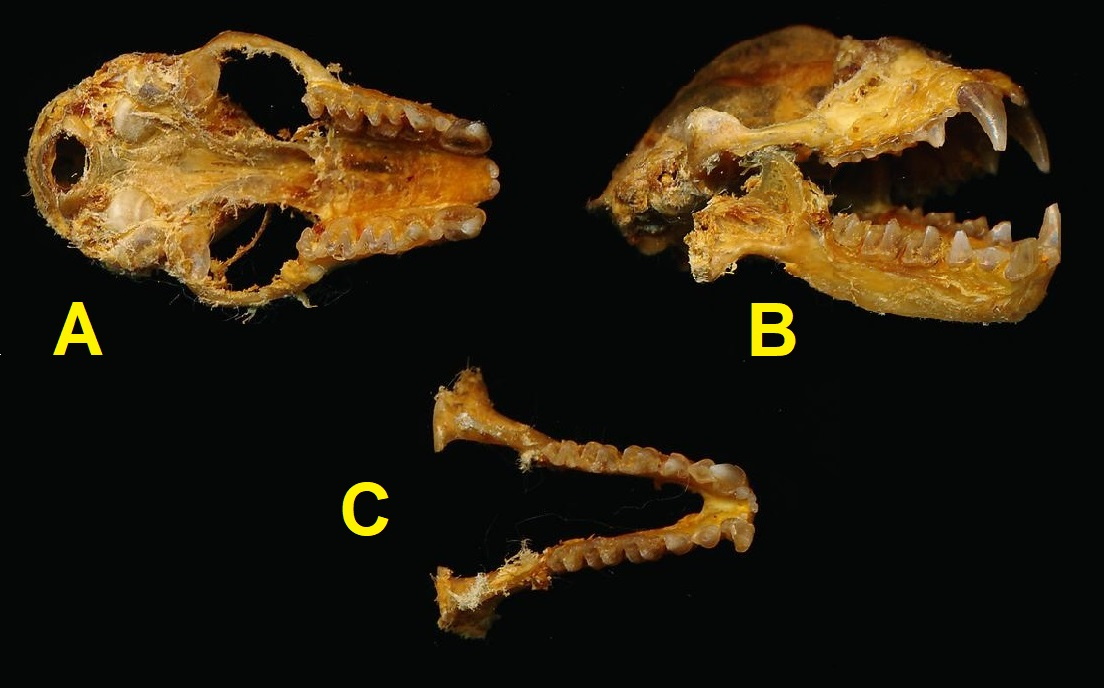
De schedel van de vleermuis is aangepast op het eten van insecten.
A= onderaanzicht van de schedel en bovenkaak
B= Zij-aanzicht van de schedel
C= Bovenaanzicht van de onderkaak

Net als veel andere vleermuizen zijn ook de leden van deze soort 's nachts actief. Vanuit zijn slaapplaats vliegt het dier maximaal 10 kilometer naar het gebied waar het foerageert. Zoals de meeste vleermuizen jaagt de Maleise bladneusvleermuis voornamelijk op vliegende insecten, die op de vleugel worden gevangen.
De Maleise bladneusvleermuis is een zeer behendige vlieger die zich in veel gebieden heeft aangepast aan het jagen op open plekken in bossen. De vleermuis maakt meestal slechts korte vluchten waarbij het dier in een hinderlaag wacht tot er zich een prooi aandient. Vaak wordt gefoerageerd boven kleine riviertjes in beboste gebieden, vliegen over open water wordt echter vermeden. De vleermuis produceert met behulp van de neus en de neusvleugels een geluid dat varieert van 50 tot 58 kilohertz om prooien op te sporen. Van een aantal vlinders is bekend dat ze eveneens geluiden kunnen waarnemen, variërend van twintig tot vijftig kilohertz, om zo de aanvallende vleermuizen aan te horen komen en zo proberen te ontwijken.

### Voedsel
De soort voedt zich vooral met grotere insecten, als sprinkhanen, nachtvlinders en kevers. Het dier kan de gevangen prooi in zijn wangzakken opslaan. Soms worden ook wel spinnen en zelfs kleine vogels buitgemaakt. Bij prooidieren met een hard exoskelet worden alleen de zachtere delen gegeten, de hardere delen zoals de vleugels en poten wordt afgebroken en gedumpt. Op de afbeelding rechts zijn drie geconserveerde exemplaren uit de collectie van het Naturalis Biodiversity Center. A = onderzijde exclusief onderkaak, B = laterale zijde van de schedel, C = bovenzijde van de onderkaak.

### Vijanden
Belangrijke vijanden van de dieren in vlucht zijn waarschijnlijk grote roofvogels zoals uilen. Als ze zich hangend aan het plafond in grotten rusten worden ze vermoedelijk belaagd door slangen en rovende zoogdieren zoals de Maleise civetkat (Viverra tangalunga). Daarnaast worden de dieren belaagd door verschillende parasieten, waarmee ze in aanraking komen door het eten van aasetende insecten. Een parasitaire infectie kan vervolgens worden doorgegeven aan andere individuen binnen een populatie.

### Ecologie
De Maleise bladneusvleermuis speelt een ecologische rol als insectenbestrijder; als een insectenpopulatie te groot wordt kan de vleermuis deze mede onder controle houden. Daarnaast zijn de uitwerpselen van het dier een belangrijke vorm van natuurlijke bemesting voor planten. De uitwerpselen worden door de lokale bevolking actief verzameld om hun gewassen te bemesten. De vleermuis vormt geen bedreiging voor mensen, wel kan het dier pijnlijk bijten als het wordt vastgepakt. De vele parasieten die de vleermuis bij zich kan dragen vormen meestal geen gevaar voor mensen.

## Voortplanting en ontwikkeling
De mannetjes beconcurreren elkaar in de voortplantingstijd door met andere mannetjes te bakkeleien. De Maleise bladneusvleermuis kent slechts een broedseizoen per jaar, per keer wordt slechts een enkel jong geboren. De jongen worden door de vrouwtjes gezoogd. In Australië komt het in november of december ter wereld. In Maleisië verzamelen de vrouwtjes zich in maart en april voor de geboorte van hun jongen. In de Filipijnen zijn in maart en mei zwangere vrouwtjes gevonden. Het broedseizoen valt in in lente, als het aantal beschikbare prooidieren in de vorm van insecten op zijn hoogst is. De jongen blijven bij het moederdier tot ze zijn gespeend, daarna worden ze zelfstandig.
De Maleise bladneusvleermuis bereikt een leeftijd van vier tot zeven jaar in het wild. Van in gevangenschap gehouden dieren is bekend dat ze tot twaalf jaar oud kunnen worden. Exemplaren van Hipposideros diadema uit zowel Borneo als Leyte hebben een karyotype (rangschikking van chromosomen) van 2n=32, FN=60, net als veel andere Hipposideros-soorten.

## Verspreidingsgebied

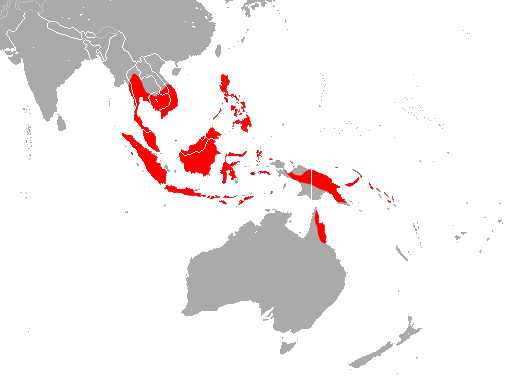
Verspreidingsgebied binnen Azië en Australië in het rood.

De Maleise bladneusvleermuis heeft het grootste verspreidingsgebied van alle soorten uit de onderfamilie Hipposiderinae en komt voor van Australië tot in delen van Zuid-Oost-Azië. De vleermuis komt voor van Myanmar en Vietnam tot de Filipijnen, de Soenda-eilanden, Nieuw-Guinea, de Salomonseilanden en Noordoost Australië. In sommige landen is de soort algemeen, zoals in en rondom Nieuw-Guinea en in de Filipijnen; in Australië is de soort minder algemeen. In Australië komt een ondersoort van de vleermuis (Hipposideros diadema reginae) alleen voor in het noordwestelijke deel van de staat Queensland. In India leeft de vleermuis alleen op de uiterst zuidoostelijk gelegen eilandengroep de Nicobaren. In Maleisië en Brunei is het dier in het gehele land te vinden. De soort komt op het Aziatische vasteland verder voor in de landen Cambodja, Thailand en Laos. Over sommige verspreidingsgebieden is gedetailleerde informatie gepubliceerd.

### Nieuw-Guinea
In Nieuw-Guinea is de soort gevonden op een groot aantal locaties over het hele eiland heen. In de omgeving van Nieuw-Guinea is de soort aangetroffen op Batjan, Batanta, Biak en Supiori, Bougainville, Buka, Buru, Ceram, Choiseul, Fauro, Guadalcanal, Halmahera, Japen, de Kei-eilanden, de Talaudeilanden, Kiriwina (Kiriwina-eilanden), Malaita, Manus, Misima, Nieuw-Brittannië, Nieuw-Ierland, de Florida-eilanden, Rennell, Sanana, Sangihe-eilanden, San Jorge, Santa Isabel, Vella Lavella en Waigeo. In Papoea-Nieuw-Guinea ontbreekt de soort in het zuidwesten van het land.

### Filipijnen
In de Filipijnen komt de Maleise bladneusvleermuis voor op Bohol, Busuanga, Calauit, Catanduanes, Cebu, Dinagat, Guimaras, Leyte, Luzon, Mindanao, Mindoro, Negros, Palawan, Panay, Polillo, Samar en Siquijor. In Australië is deze vleermuis alleen aangetroffen in het noordoostelijke deel, vanaf het Kaap York-schiereiland tot Townsville. In Vietnam is deze soort gezien in de provincies Quảng Trị en Lâm Đồng, op de archipel Côn Đảo en op het eiland Phú Quốc. Verder is de soort onder andere aangetroffen op de Soenda-eilanden Bali, Borneo, Sulawesi, Java, de Tanimbar-eilanden en Timor. De vleermuis komt niet voor in Singapore.

## Habitat

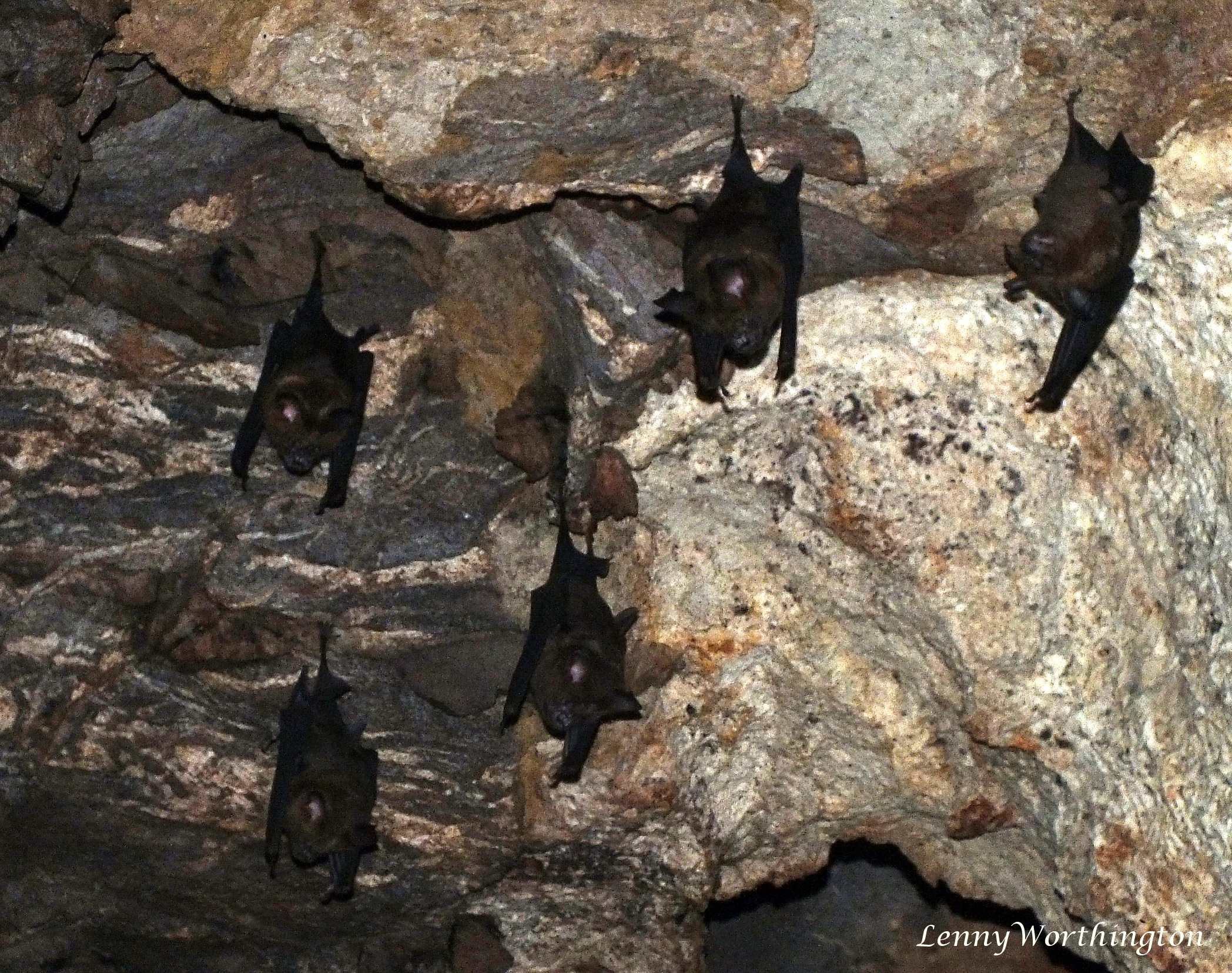
De vleermuis leeft gregarisch in grotten.

In Australië zoekt en vindt de vleermuis voedsel in allerlei habitats, van regenwoud tot eucalyptusstruiken. In de Filipijnen is het dier actief in diverse omgevingen; het foerageert zowel in de bergen als in laaglandbossen, zelfs in de meest door de mens verstoorde gebieden, en ook in landbouwgebieden. De soort is aangetroffen van zeeniveau tot op een hoogte van ongeveer 1300 meter boven zeeniveau.
In Australië brengt de vleermuis de dag door in grotten, mijnen of gebouwen; in de Filipijnen gebruikt de vleermuis grotten, boomholtes en tunnels. Op Nieuw-Ierland en Nieuw-Brittannië is deze soort in grotten gevonden. Ook is bekend dat het dier zich tussen palmbladeren schuilhoudt. De dieren hangen daar apart, op dertig tot vijftig centimeter van elkaar. Er lijkt enige territoriale concurrentie te zijn met andere soorten vleermuizen want vaak zijn ze de enige vleermuissoort in een grot. Het aantal individuen binnen een enkele kolonie kan oplopen tot twee- of drieduizend.

## Ecologie en beschermingsstatus
Vanwege het zeer grote areaal wordt de soort als relatief veilig beschouwd, hoewel de vleermuis niet overal binnen zijn verspreidingsgebied algemeen voorkomt. Door de internationale natuurbeschermingsorganisatie IUCN is de beschermingsstatus 'veilig' toegewezen (Least Concern of LC). In delen van het leefgebied wordt de natuurlijke habitat aangetast en ook zijn veel van de grotten waarin het dier leeft vrij toegankelijk voor mensen zoals de dieren gemakkelijk verstoord kunnen worden. Waarschijnlijk wordt de vleermuis door de lokale bevolking bejaagd om het vlees maar het is onbekend of dit een negatieve invloed heeft op de populaties.